# L'Antijuif algérien
Ne doit pas être confondu avec L'Antijuif.
L’Antijuif algérien est un journal antisémite fondé à Alger en 1897, fondé par Max Régis.

## Histoire
En février 1897, l'étudiant Max Régis et son frère Louis sont exclus des Écoles supérieures d'Alger pour y avoir mené des manifestations contre la nomination à la chaire de droit romain d'un jeune professeur juif, Emmanuel Lévy. Devenu le chef de la Ligue antijuive d'Alger, Régis lui donne pour organe un nouveau journal, l’Antijuif algérien. Le premier numéro, paru le 14 juillet 1897, aurait été vendu à 10 000 exemplaires dans les rues d'Alger.
Le siège du journal est situé à Mustapha, d'abord au no 71 de la rue Sadi-Carnot (cité Larade) puis, à partir du 1er septembre 1897, à la « villa antijuive » du no 34 du boulevard Bon-Accueil (aujourd'hui boulevard Mohamed-V).
En 1898, année au cours de laquelle la crise antisémite algérienne est à son paroxysme (Régis est élu maire d'Alger), l’Antijuif algérien se dote d'un supplément hebdomadaire illustré de caricatures.
Le journal aurait été soutenu financièrement par les Assomptionnistes, alors très influents dans les milieux catholiques antidreyfusards.

## Collaborateurs
- Lucien Chaze (d), alias Jacques Defrance
- Louis Filippi (gérant)
- Édouard Herzig (dessinateur pour le supplément illustré)
- Fernand Laffitte (secrétaire de la rédaction)
- Raoul Mayence[4]
- Max Régis (directeur politique)

## Couvertures

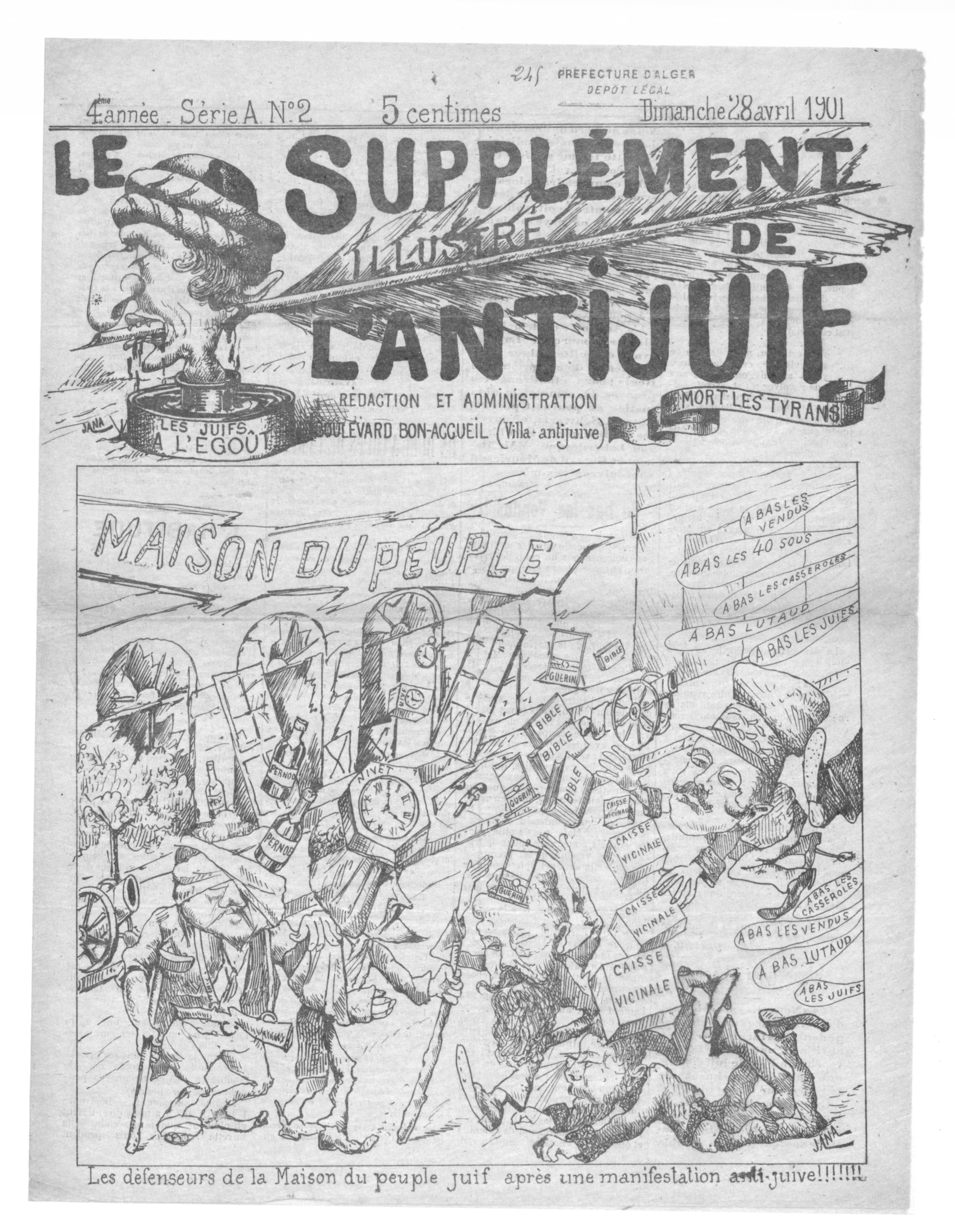
Les défenseurs de la Maison du peuple juif après une manifestation anti-juive.
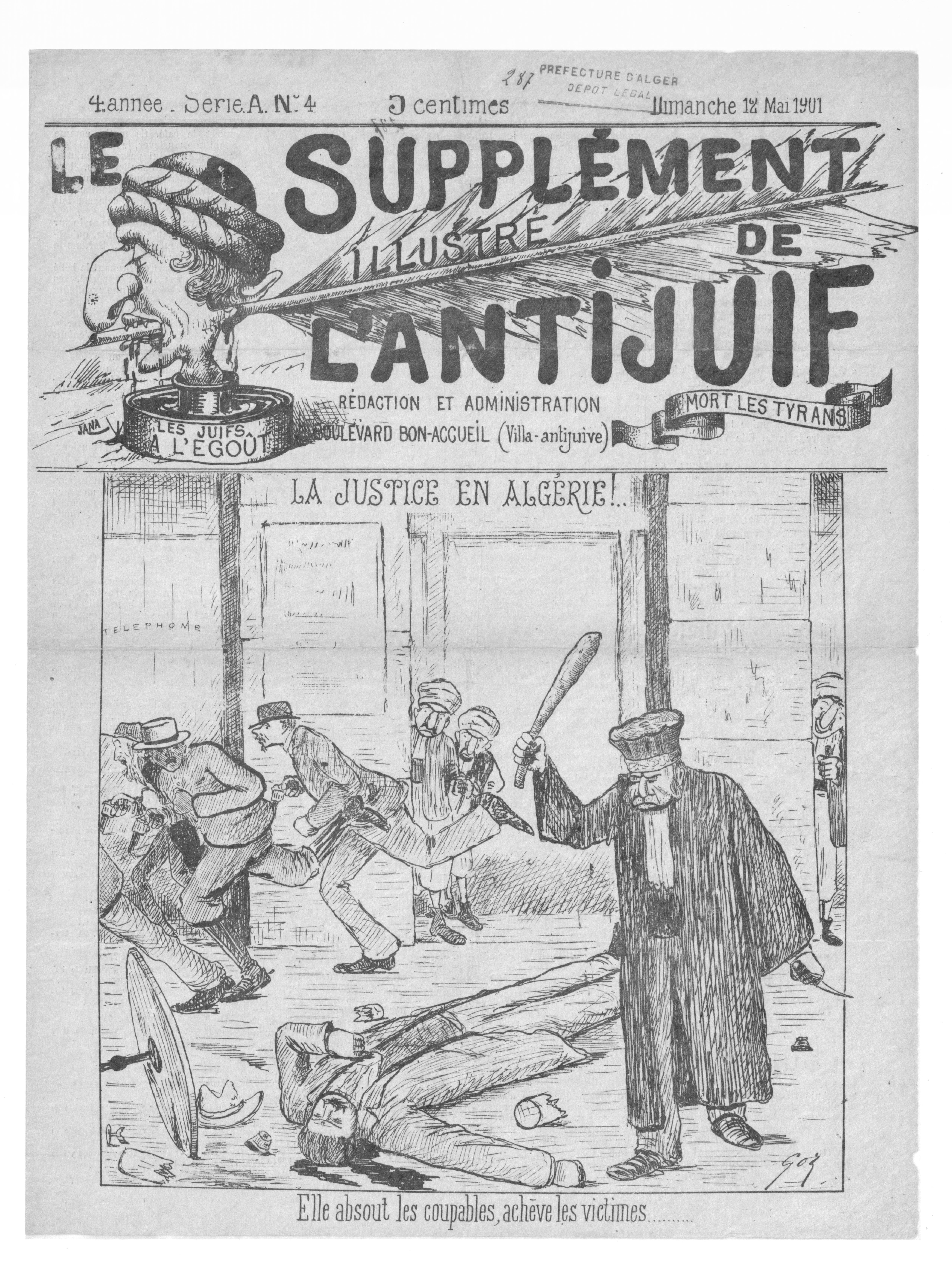
La Justice en Algérie.
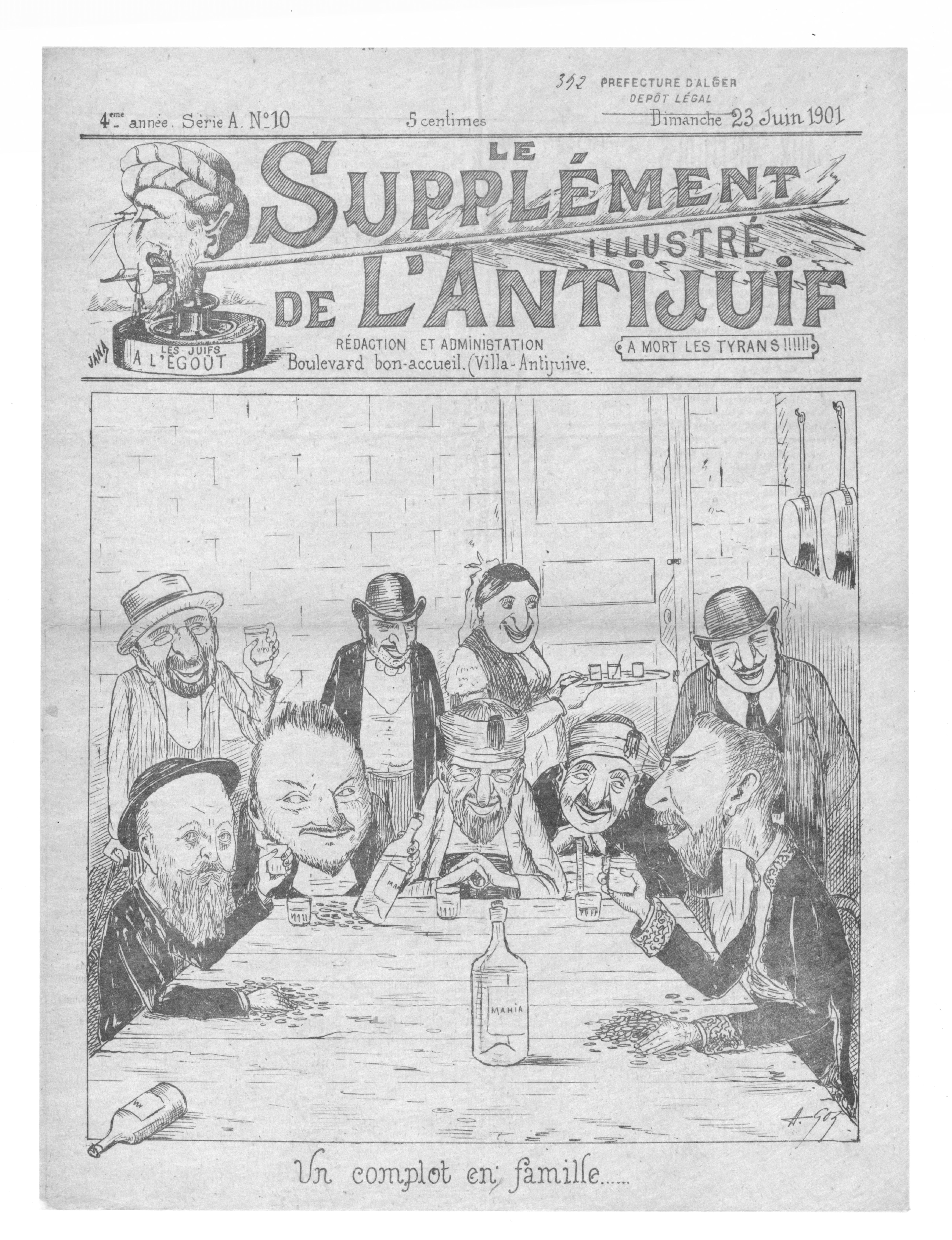
Un complot en famille.
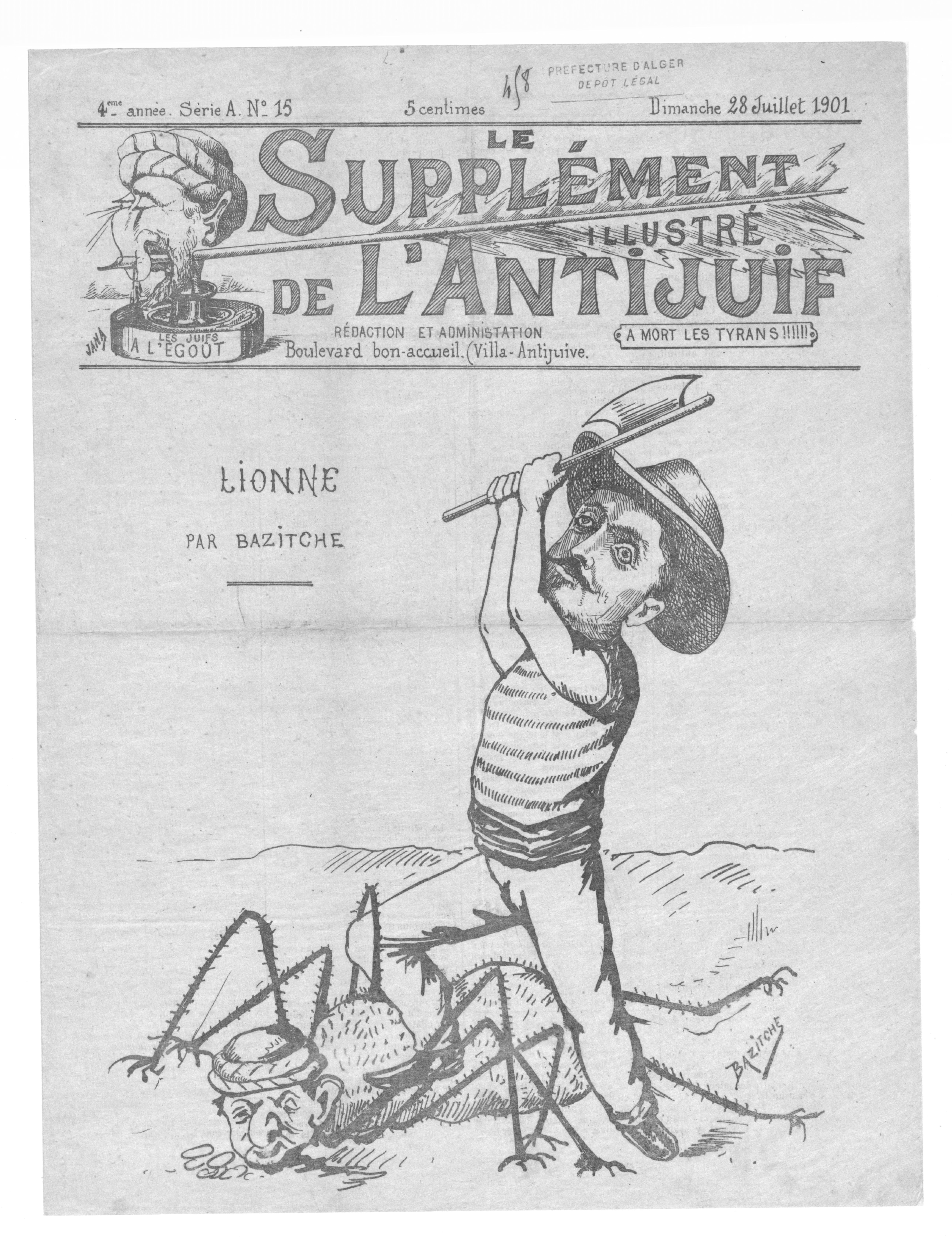
Lionne.